# Здравец
 За други значения вижте Здравец (пояснение).  
Здравец (Geranium) е род растения, състоящ се от 422 вида едногодишни, двугодишни и целогодишни растения, които виреят в умерения пояс и в планините на тропиците, но най-вече в източното Средиземноморие.
От здравец се извлича гераниево етерично масло.
По-известните видове култивиран здравец са:
- Блатен здравец (Geranium palustre)
- Бохемски здравец (Geranium bohemicum)
- Едростълбчест здравец (Geranium macrostyllum)

Основните видове диворастящ здравец са:
- Geranium columbinum – Гълъбов здравец
- Geranium dissectum – Насеченолистен здравец
- Geranium lucidum – Блестящ здравец
- Geranium macrorrhizum  – Обикновен здравец
- Geranium molle – Нежен здравец
- Geranium nodosum
- Geranium phaeum – Кафяв здравец
- Geranium pratense – Син здравец
- Geranium pyrenaicum – Пиренейски здравец
- Geranium robertianum – Зловонен здравец
- Geranium rotundifolium
- Geranium sanguineum – Кървавочервен здравец
- Geranium sessiliflorum
- Geranium sylvaticum – Горски здравец

## Други
На здравеца са наречени улици в кварталите „Драгалевци“, „Симеоново“ и „Киноцентъра III“ и във вилна зона „Горна баня“ в София (Карта).